# Kostel Narození Panny Marie (Košice)
Kostel Narození Panny Marie je filiální gotický kostel, jenž se nachází zhruba ve středu obce Košice u místní komunikace směrem na obec Nepoměřice. Kostel je chráněn jako kulturní památka České republiky.

## Historie
Chrámek je ve starší literatuře uváděn jako románský. V literatuře novější se ale jeho stáří díky podobnostem s jinými sakrálními stavbami posouvá do období kolem roku 1300. Zasvěcení kostela je doloženo až od roku 1714. Díky této skutečnosti je velmi problematické, nebo spíše nejisté spojovat první písemnou zmínku, kde je uvedeno mariánské zasvěcení, protože kdyby bylo v dřívějších dobách zasvěcení jiné (zvon sv. Václava na věži tohoto kostela z roku 1475), nesouhlasila by již první písemná zmínka se zasvěcením kostela. Po husitských válkách je kostel uváděn jako utrakvistický a později snad i evangelický či bratrský.

## Stavební vývoj
Kostel je jednolodní, orientovaný. Skládá se z mohutné hranolové věže, lodi a odsazeného presbytáře, na který na severní straně navazuje později přistavěná sakristie. Vedle se též nachází již dlouhou dobu nepoužívaný hřbitov, který je ohrazen zdí s dvěma vchody. Mezi nejstarší (gotické) části se řadí loď spolu s presbytářem. V roce 1563, jak napovídá letopočet na ostění vchodu, byla přistavěna mohutná hranolová věž. Před tím zde podle zkoumání měla býti věž starší, postavena nejspíše v souvislosti se zvony, které jsou z let 1475 a 1492. Tyto zvony mohly býti v dřevěném patře zvonice, jenž zde patrně bylo. Měl zde být ještě jeden zvon z roku 1404, ale ten byl dle literatury pro své poškození rozbit a rozprodán. Měl být dokonce druhý největší na panství malešovském. Prostor podvěží a lodi oddělují pozdně gotické dubové dveře, které na sobě mají mít údajně záseky od švédských vojáků z dob třicetileté války. Dále na sobě mají nápis: „IHS POCHWALENA BVD NEGSWETEGSSI SWATOST OLTARNI“. Nejmladším prvkem je sakristie, a to z první poloviny 19. století, kdy byla přistavěna za cenu 600 zlatých. Jak už bylo naznačeno kostel prodělal také mnoho úprav. V dobách renesance byla přestavována věž a v baroku byla upravena okna do podoby, ve které jsou dosud. Kostel byl v minulosti mnohokráte ve špatném stavu, což dokládá i popis v literatuře. Jedna z oprav proběhla v roce 1892, kdy měla být snížena věž (nejspíše o dřevěné patro). Zatím poslední velká rekonstrukce proběhla v roce 2011. Tato rekonstrukce měla za cíl opravit fasádu, krov, střechu, ale také zajistit středověké zdivo a zrestaurovat cenné prvky včetně poškozeného zvonu.

### Krovy
Středověký krov, jenž zde byl v dávných dobách se již nedochoval, ale z určitých náznaků se dá tušit, jak mohl být umístěn. Nynější krov lodi i presbytáře pochází z klasicistní přestavby kostela v 19. století. Krov nad lodí je hambálkový se dvěma stojatými stolicemi. Dále jsou zde vzpěry, které prochází od vazného trámu přes sloupky až do hambálků. Hambálky jsou s krokvemi spojeny pomocí čepů. Ty pak dále podpírají již zmíněné vzpěry. Stojaté stolice dále usedají na vazný trám. Krov nad presbytářem je o něco užší a nižší. Je stejné konstrukce jako krov nad lodí, ale už zde nepozorujeme vzpěry. Krokve jsou tu ovšem ukotveny nejen v plných, ale i v prázdných vazbách pomocí krátčat. Mezi těmito dvěma krovy je také dřevěná konstrukce sanktusníkové věžičky.

### Zvony
Zvony, jak už bylo na úvod práce zmíněno, jsou velmi hodnotným prvkem celého kostela. Nyní se na věži nachází pouze dva. Třetí nejmenší, který se mezi ně nepočítá je lidově řečeno „umíráček“ a ten se nachází v sanktusníkové věžičce a zvoní se na něj pomocí lana, jenž je protaženo skrze strop lodi.  Zvony jsou upevněny na zvonových stolicích jednoho typu a v tomto případě se jedná o vzpěradlovou konstrukci zvonové stolice. Zvony jsou zavěšeny pomocí železných pásů. Menší zvon je upevněn dvěma pásy, ale větší už je zavěšen kvůli své vyšší hmotnosti za pomocí tří železných třmenů. Obě hlavy, na kterých zvony držely se musely díky svému špatnému stavu vyměnit za nové. Ty původní jsou ale stále umístěny v tomto patře jako ukázka.

## Jan Anastáz Opasek
Velmi významnou osobností, která je spojena s Košicemi je Jan Anastáz Opasek (1913–1999). Ten byl benediktinským mnichem a v roce 1949 mu byl ve vykonstruovaném procesu navržen trest smrti. Nakonec byl odsouzen „jen“ na doživotí. V roce 1960 byl amnestován a propuštěn. Roku 1991 mu poté byl udělen Řád Tomáše Garrigua Masaryka II. třídy a stal se rovněž prvním břevnovským arciopatem. V Košicích se sice nenarodil, ale pocházela odsud jeho rodina a on sám sem jezdil velmi rád. Při rekonstrukci kostela mu zde byla slavnostně odhalena busta.